# Aspasmogaster tasmaniensis
Aspasmogaster tasmaniensis là một loài cá trong họ Gobiesocidae, được tìm thấy ở quanh bờ biển tây và nam của Úc bao gồm Tasmania. Nó dài đến 8 cm.